# Uposatha
L'uposatha è il giorno ricorrente, circa settimanale, in cui i buddisti praticanti si dedicano alla pratica e all'osservanza rigorosa dei precetti buddisti. Compare anche come il nome di un elefante mitologico nella letteratura buddista..
Il giorno di uposatha segue le fasi lunari: si tiene infatti nei giorni di luna nuova, di primo quarto, di luna piena e di terzo quarto. Nei monasteri ci si astiene dai lavori fisici, ci si dedica con maggiore impegno nella pratica meditativa e nello studio e i monaci recitano, nei giorni di luna nuova o piena, la regola monastica contenuta nella disciplina dell'ordine, il pratimoksha (sanscrito, patimokkha, pāli), accompagnata dalla confessione di eventuali infrazioni in cui i monaci possono essere incorsi. I laici osservano la ricorrenza rispettando gli otto precetti buddisti, facendo visita al monastero locale per ascoltare insegnamenti di Dhamma dai monaci, o se non possono leggendone autonomamente, e magari per praticare con loro fino al giorno nuovo.
Alcuni giorni di uposatha sono particolari in quanto legati a ricorrenze speciali. In proposito si rimanda alla pagina sulle festività buddiste.